# سعيد محمد حرسى
اللواء سعيد محمد حرسي (سعيد طيري) (بالصومالية: Saciid Dheere Maxamed)‏ مسؤول عسكري صومالي، شغل منصب قائد القوات المسلحة في الفترة ما بين 2008 2009 في ظل الحكومة الاتحادية الانتقالية، وخلفه في المنصب يوسف عثمان طومال، وعُيّن بعدها مستشارًا في الشؤون الأمنية للرئيس الصومالي شيخ شريف أحمد. 